# Жанна Самарі
Жанна Самарі, уроджена Леоні Поліна Жанна Самарі (фр. Léonie Pauline Jeanne Samary, нар. 4 березня 1857, Нейї-сюр-Сен — пом. 18 вересня 1890, Париж) — французька акторка театру Комеді Франсез, натурниця П'єра Ренуара й Луїзи Аббеми.

## Життєпис
Жанна Самарі народилася 4 березня 1857 року в родині митців. Батько — Луї Жак Самарі (1815—1895), віолончеліст і композитор Паризької опери. Мати — Мадлен Броан і рідна тітка — Авґустина Броан, відомі французькі акторки ХІХ століття театру Комеді Франсез. Бабуся — Сюзанна Броан, французька акторка й наставниця Жанни.
Чотирнадцятирічна молода акторка була зарахована до Національної консерваторії в Парижі (1871). Першу відзнаку за комедійну роль отримала 1874 року.
24 серпня 1874 року дебютувала на сцені головного французького театру Комеді Франсез у комедійній п'єсі «Тартюф», роль Дорини. 5 грудня 1878 року стала почесним членом клубу Комеді Франсез.
1882 року Жанна Самарі вийшла заміж за Поля Лаґарда, брата французького художника П′єра Лаґарда. У неї було троє дітей.
Незадовго до смерті Жанна Самарі написала книгу для своїх дітей «Делікатеси Шарлоти» (фр. Les Gourmandises de Charlotte, 1890), майстерно проілюстровану Жобом (Жак Онфруа де Бревілль / Jacques Onfroy de Bréville).
1890 року Жанна Самарі раптово померла від черевного тифу на вулиці Ріволі, 194. Похована на цвинтарі Пассі в Парижі.

## Модель
Пам′ять про Жанну Самарі з щасливою посмішкою та русявим волоссям увічнено творами французьких художників П′єра Ренуара й Луїзи Аббеми.

###### Картини Ренуара
Жанна Самарі позувала П′єру Ренуару впродовж 1876—1881 роки. Відомі картини з її образом:
- «Гойдалка» (фр. La balançoire, 1876). Зберігається в музеї д′Орсе, Париж.
- «У саду. Під деревами Мулен де ла Галет» (фр. Au jardin — Sous la tonnelle au moulin de la Galette, 1876). Музей образотворчих мистецтв, Москва.
- «Танці у Мулен де ла Галетт» (1876). Зберігається в музеї д′Орсе, Париж.
- «Жанна Самарі» (1877). Колекція театру Комеді Франсез, Париж. Це перший портрет Жанни написаний після зустрічі з художником у салоні мадам Шарпентьє[9].
- «Портрет акторки Жанни Самарі» (фр. La Rêverie, Portrait de Jeanne Samary; полотно, олія, 56x47, 1877 р.). Картина зберігається в Державному музеї образотворчих мистецтв імені О. С. Пушкіна, Москва[10].
- «Портрет акторки Жанни Самарі в повний зріст» (фр. Portrait de Jeanne Samary en pied, 1878). Для цієї картини Жанна спеціально замовила білу сукню й одягла, обов'язковий саме тоді, корсет. Натурниця позувала на тлі інтер'єру з надмірним декором і обов'язковими пальмами у фоє рідного для неї Комеді Франсез. Портрет був представлений 1879 року в Паризькому салоні, поряд із іншою парадною картиною — «Портрет мадам Шарпантьє з дітьми» (1878). Нині картина знаходиться в Ермітажі, Санкт-Петербург.
- «Жанна Самарі» (1878). Музей мистецтв Цинциннаті, штат Огайо.
- «Жанна Самарі» (1878). Національна галерея мистецтв, Вашингтон.

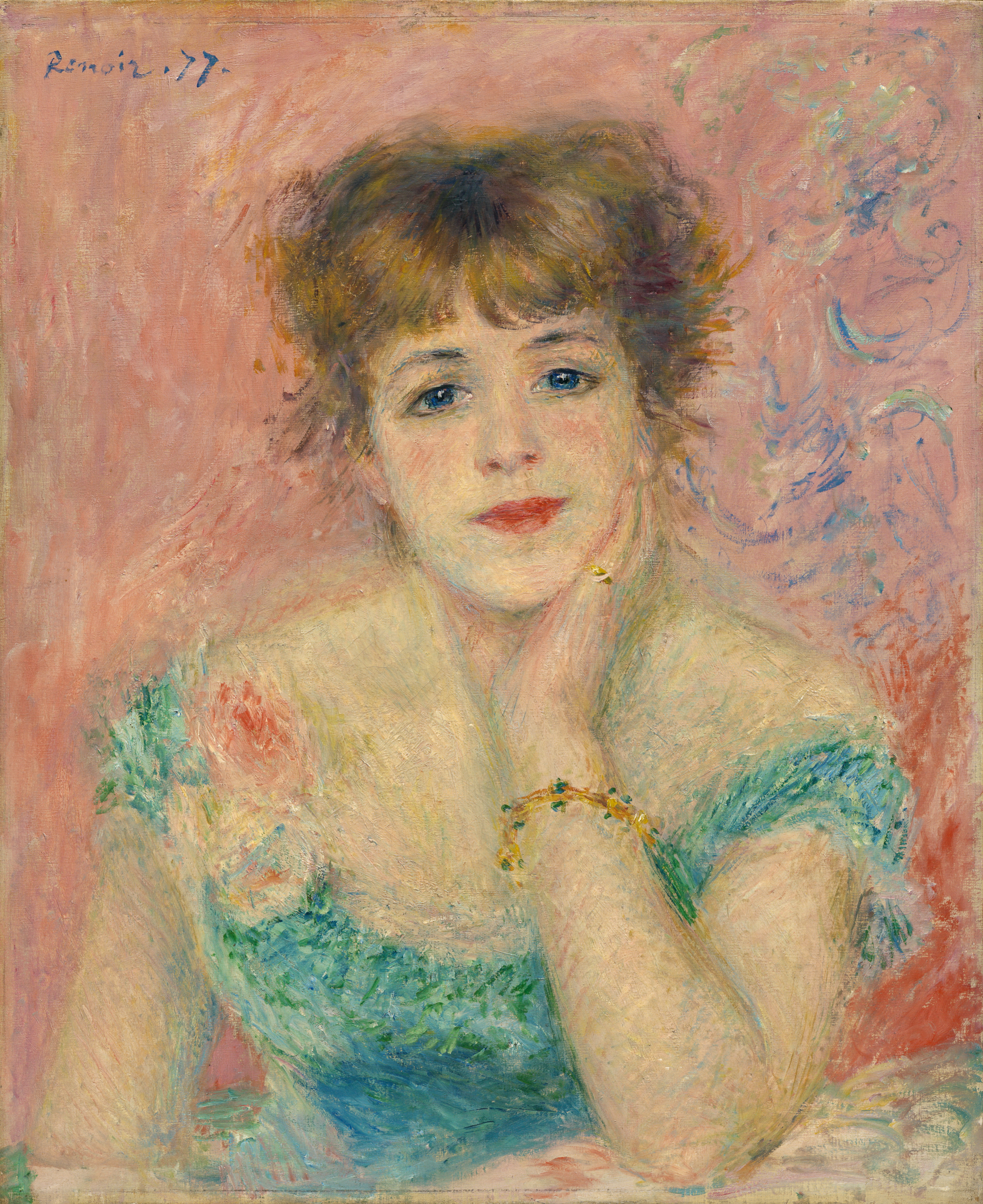
Ревері, Ренуар (1877), Московський музей образотворчих мистецтв ім. Пушкіна (колишня колекція Морозова).

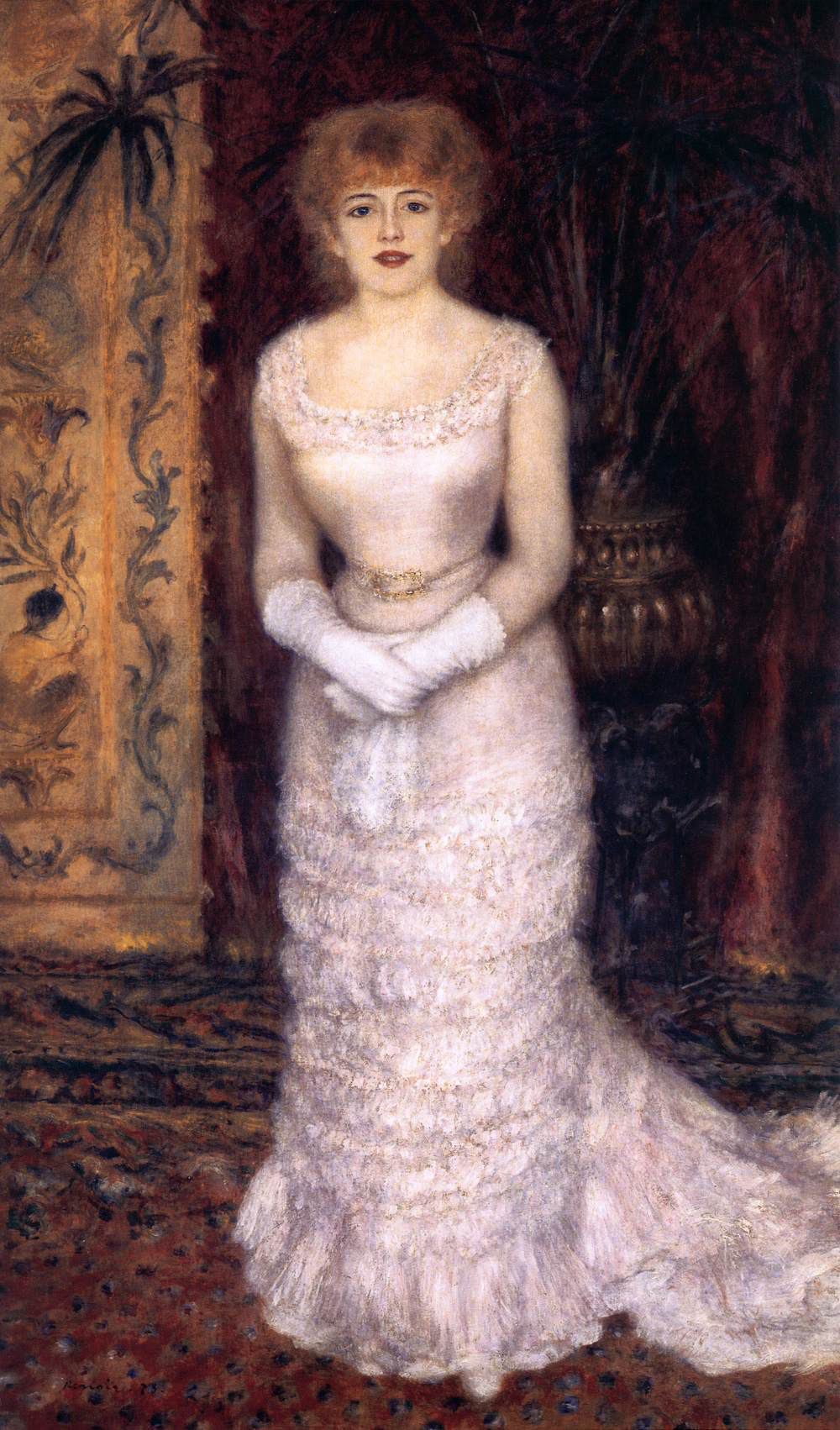
Портрет Жанни Самарі пішки, Ренуар (1878), Музей Ермітажу (колишня колекція Морозова)

- «Сніданок веслярів» (фр. Le Déjeuner des canotiers, 1880—1881). Зберігається в художньому музеї Phillips Collection, Вашингтон[11].

###### Інші картини
Луїза Аббема «Портрет Жанни Самарі» (1879). Музей Карнавале, Париж.
Фелікс Надар. Портрет Жанни Самарі. Фотографія, 1877; Жанна Самарі в ролі Ночі. Фотографія, 1877.

## Ролі в театрі
Дорін у п′єсі Мольєра «Тартюф», 1874, 1875
Мадлона в п'єсі Мольєра «Кумедні манірниці», 1875
Пульхере в п′єсі Едуарда Паєрона (фр. d'Édouard Pailleron) «Маленький дощ» (фр. Petite pluie), 1875
Шарлотта в п′єсі Мольєра «Дон Жуан», 1876
Нірине в п′єсі Жана Реньяра (фр. Jean-François Regnard) «Гравець» (фр. Le Joueur), 1880
Лізетта у п′єсі Мольєра «Школа чоловіків» (фр. L'École des maris), 1879, 1889
Міс ду Кросі в п′єсі Мольєра «Версальський експромт» (фр. L'Impromptu de Versailles), 1880
Ніколь у п′єсі Мольєра «Міщанин—шляхтич», 1880, 1890
Маґелона в п′єсі Мольєра «Розваги короля» (фр. Le roi s'amuse), 1882
Жанна в п′єсі Анрі Мельяка «Герцогиня Мартін» (фр. La Duchesse Martin), 1884
Ґентіпа в п′єсі Теодора де Банвіля «Сократ і його дружина» (фр. Socrate et sa femme), 1885
Мартіна в п′єсі Мольєра «Вчені жінки» (фр. Les Femmes savantes), 1888
Еліза в п′єсі Едме Бурсо (фр. d'Edme Boursault) «Ґалантний Меркурій» (фр. Le Mercure galant), 1888